# Saurornithoides
 Saurornithoides  war ein zu den Coelurosauriern gehörender Dinosaurier, der während der Oberkreide (mittleres bis spätes Campanium) lebte. Fossile Überreste dieses etwa 2 bis 3,5 m langen und 35 bis 45 kg schweren Sauriers hat man in der Mongolei und in Tadschikistan gefunden. Der Name bedeutet „Vogelähnliche Echse“. Nächster Verwandter des Saurornithoides war wahrscheinlich die nordamerikanische Gattung Troodon.
Mit seinem schlanken Körperbau und der überdimensionierten zweiten Kralle ähnelte er auch einem Velociraptor. Er hatte sehr vergrößerte Augen, was auf eine nachtaktive Lebensweise schließen könnte. Saurornithoides könnte bei Dämmerung Jagd auf die damaligen, kleinen Säugetiere gemacht haben. Wegen vieler Vogelmerkmale ist es wahrscheinlich, dass Saurornithoides von einem Federkleid bedeckt war.

## Arten
- Saurornithoides mongoliensis  Osborn, 1924
- Saurornithoides junior  Barsbold, 1974